# Capian
Capian – miejscowość i gmina we Francji, w regionie Nowa Akwitania, w departamencie Żyronda.
Według danych na rok 1990 gminę zamieszkiwały 602 osoby, a gęstość zaludnienia wynosiła 33 osób/km² (wśród 2290 gmin Akwitanii Capian plasuje się na 642. miejscu pod względem liczby ludności, natomiast pod względem powierzchni na miejscu 602.).